# La Certosa
La Certosa (Chartreuse en italien), est une île de la lagune de Venise, en Italie. L'île de la Certosa est située quelques centaines de mètres à l'est de Venise et est séparée de l'île Le Vignole par un canal étroit. L'île a une superficie d'environ 22 hectares et est caractérisée par une végétation riche et diversifiée. Elle est parfois appelée île de Saint-André du Lido.

## Histoire
La Certosa fut longtemps divisée en deux par un canal, comblé en 1199 pendant les travaux de restauration d'un monastère augustin. Ces moines sont restés sur l'île jusqu'en 1419, quand sont venus les moines chartreux de la chartreuse de Florence qui ont reconstruit des vieux bâtiments et en ont construit de nouveaux, parmi lesquels une église qui fut enrichie par des objets d'art de maîtres de cette époque. Les moines y sont restés jusqu'en 1806, lorsqu'un décret de Napoléon ordonna la fermeture du monastère. La Certosa est alors devenue une garnison militaire allant de pair avec la perte du patrimoine artistique. En 1866, après l'Unification de l'Italie, l'île fut donnée à l'Armée qui y installa une usine d'explosifs et ensuite un champ de tir, qui est resté actif jusqu'à la fin des années 1960. 
Dès lors, l'île fut abandonnée et déclina jusqu'aux années 1980, quand s'est mis en place un comité de citoyens consacré à la réfection environnemental de la Certosa et qui décidèrent d'organiser une Journée de la Certosa tous les ans. Ainsi sont arrivés des fonds de l'Union européenne et de l'État italien pour effectuer une restauration environnementale et architecturale de la Certosa ainsi que pour développer la pratique de la voile. Depuis 2004, l'ensemble d'entrepôts a été attribué à la société Vento Di Venezia Certosa et le dock à un pôle nautique de la Lagune de Venise.

### Couvent de Sant'Andrea della Certosa ou del Lido
Sur l'île fut construit un couvent aussi connu comme Sant'Andrea del Lido dont a fait don en 1199 Marco
Nicolò, évêque de Castello, à Domenico Franco, un prêtre de l'église Santa Sofia comme couvent soumis à la règle de saint Augustin. 
En 1422, le Sénat a remplacé les Augustiniens, en voie d'extinction, par les chartreux.
Ces derniers furent réunis par décret Royal du 8 juin 1805 avec les chartreux de Montello.
Il ne reste plus rien de la belle église lombarde ni du couvent.